# Bob-Weltmeisterschaft 1989
Die 41. Bob-Weltmeisterschaft fand 1989 auf der Pista olimpica di bob in Cortina d’Ampezzo in Italien statt. Cortina war bereits zum achten Mal Austragungsort. Während der DDR-Bob mit Wolfgang Hoppe und Bogdan Musiol die Zweier-Weltmeisterschaft gewann, kam es in der Viererentscheidung zu einem Doppelsieg der Schweiz.

## Ergebnisse

### Zweierbob
Die vier Wertungsläufe fanden am 4. und 5. Februar 1989 mit 38 Bobs aus 22 Ländern statt.
| Platz | Land   | Sportler                          | Zeit (min) |
| ----- | ------ | --------------------------------- | ---------- |
| 1     | GDR I  | Wolfgang Hoppe / Bogdan Musiol    | 3:38,05    |
| 2     | SUI I  | Gustav Weder / Bruno Gerber       | 3:38,11    |
| 3     | URS I  | Jānis Ķipurs / Aldis Intlers      | 3:39,89    |
| 4     | FRG I  | Christian Schebitz / Leory Hieber | 3:40,31    |
| 5     | SUI II | Nico Baracchi / Donat Acklin      | 3:40,66    |
| 6     | GDR II | Dietmar Falkenberg / Axel Jang    | 3:40,73    |
| 7     | CAN I  | Greg Haydenluck / Cal Langford    | 3:41,08    |
| 8     | FRG II | Anton Fischer / Christoph Langen  | 3:41,12    |
| 0 …   |        |                                   |            |

### Viererbob
11./12. Februar 1989, 25 Bobs
| Platz | Land   | Sportler                                                       | Zeit (min) |
| ----- | ------ | -------------------------------------------------------------- | ---------- |
| 1     | SUI II | Gustav Weder, Curdin Morell, Bruno Gerber, Lorenz Schindelholz | 3:34.31    |
| 2     | SUI I  | Nico Baracchi, Christian Reich, Donat Acklin, René Mangold     | 3:34,6     |
| 3     | GDR I  | Wolfgang Hoppe, Bodo Ferl, Bogdan Musiol, Ingo Voge            | 3:34.81    |
| 4     | GDR II | Harald Czudaj, Karsten Brannasch, Tino Bonk, Alexander Szelig  | 3:34,93    |
| 5     | AUT I  | Ingo Appelt, Gerhard Redl, Jürgen Mandl, Harald Winkler        | 3:35,07    |
| 6     | ITA I  | Pasquale Gesuito, Russo, Rottensteiner, Leonardi               | 3:35,61    |
| 0 …   |        |                                                                |            |

## Medaillenspiegel
| Platz | Land        | Gold | Silber | Bronze | Gesamt |
| ----- | ----------- | ---- | ------ | ------ | ------ |
| 1     | Schweiz     | 1    | 2      | 0      | 3      |
| 2     | DDR         | 1    | 0      | 1      | 2      |
| 3     | Sowjetunion | 0    | 0      | 1      | 1      |